# Cynaeda dichroalis
Cynaeda dichroalis là một loài bướm đêm trong họ Crambidae.